# Anna Burns

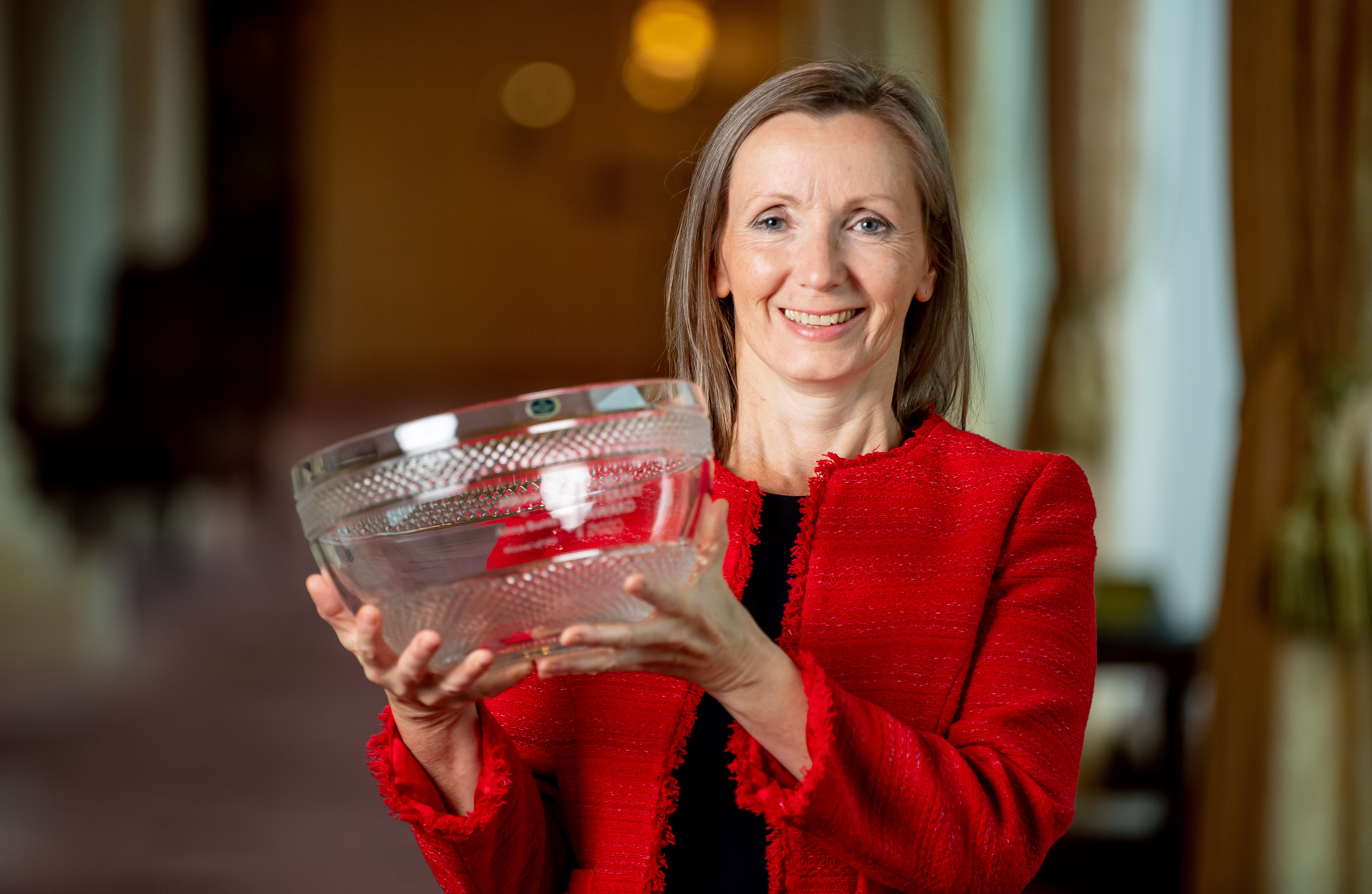
Anna Burns (2020)

Anna Burns FRSL (geboren am 7. März 1962 in Belfast) ist eine nordirische Schriftstellerin.

## Leben und Werk

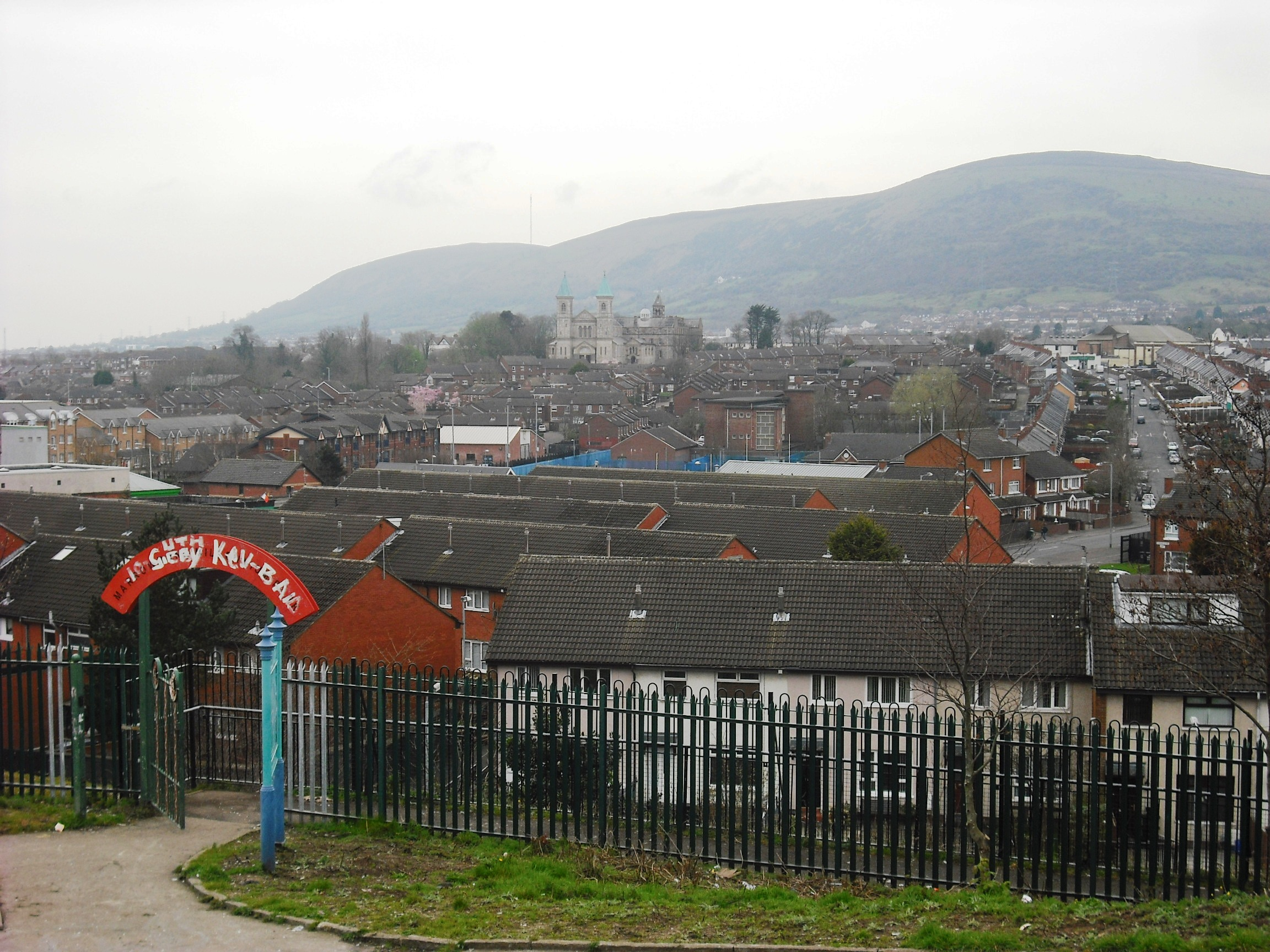
Blick auf Ardoyne (2010)

Anna Burns wurde 1962 in Belfast geboren und wuchs in dem überwiegend katholisch und irisch-nationalistisch geprägten Ardoyne-Distrikt, einem Arbeiterviertel im Norden der nordirischen Hauptstadt, auf. Ihre dortigen Erfahrungen flossen in ihren 2001 erschienenen ersten Roman No Bones ein, der das Aufwachsen eines Mädchens in Belfast während der „Troubles“ zum Thema hat. 1987 zog Burns nach London, um die Universität zu besuchen. Mit Mitte 30 begann sie zu schreiben. Burns lebt in Notting Hill (London) bzw. im südenglischen East Sussex (Stand 2018/2022).
Burns’ dritter, 2014 geschriebener Roman Milkman (dt. 2020 als Milchmann) wurde 2018 nach einmütigem Votum der Jury mit dem 50. Man Booker Prize ausgezeichnet, womit der Preis erstmals in seiner Geschichte an einen Autor bzw. eine Autorin aus Nordirland verliehen wurde. Der zunächst von mehreren Verlagen abgelehnte Roman spielt während zweier Monate in den 1970er Jahren in einem nicht bezeichneten, von militärischen Konflikten gezeichneten Ort (Belfast) und handelt von der achtzehnjährigen, namenlosen Erzählerin, der „middle sister“. Ein namenloser, wesentlich älterer, verheirateter Mann, ein paramilitärischer Anführer, bekannt nur unter dem Spitznamen „Milkman“, drängt sich ihr auf und spioniert ihr nach, ohne handgreiflich zu werden. Die Erzählerin schildert die Reaktionen in ihrem Umfeld, in dem es Menschen mit grenzwertigem Verhalten gibt und solche, die aus dem Rahmen fallen. Die Protagonistin lernt die Dinge so zu sehen, wie sie sind. Die Rechte an dem Roman wurden in 35 Länder verkauft (Stand 2022).
2021 wurde Burns Mitglied (Fellow) der Royal Society of Literature. Burns ist auch Mitglied bei Aosdána.

## Auszeichnungen und Nominierungen
- 2001: Winifred Holtby Memorial Prize für No Bones
- 2002: Shortlist des Orange Prize for Fiction mit No Bones
- 2018: Man Booker Prize für Milkman
- 2018: Shortlist zum Irish Book Award mit Milkman
- 2018: National Book Critics Circle Award (Fiction) für Milkman
- 2019: Orwell Prize for Political Fiction für Milkman
- 2019: Shortlist des Women’s Prize for Fiction mit Milkman
- 2020: Christopher Ewart-Biggs Memorial Prize (für 2018/2019) für Milkman[18]
- 2020: International DUBLIN Literary Award für Milkman[19]

## Werke
- No Bones. Roman. Flamingo, London 2001, ISBN 978-0-006-55238-3.
  - dt.: Amelia. Aus dem Englischen von Anna-Nina Kroll. Tropen, Stuttgart 2022, ISBN 978-3-608-50014-1.[20]
- Little Constructions. Roman. Fourth Estate, London 2007, ISBN 978-0-007-16462-2.
- Mostly Hero. Novelle (2014), ISBN 978-1-783-01492-7.
- Milkman. Roman. Faber & Faber, London 2018, ISBN 978-0-571-34273-0.
  - dt.: Milchmann. Aus dem Englischen von Anna-Nina Kroll.[21] Tropen, Stuttgart 2020, ISBN 978-3-608-50468-2.